# Shohreh Bayat

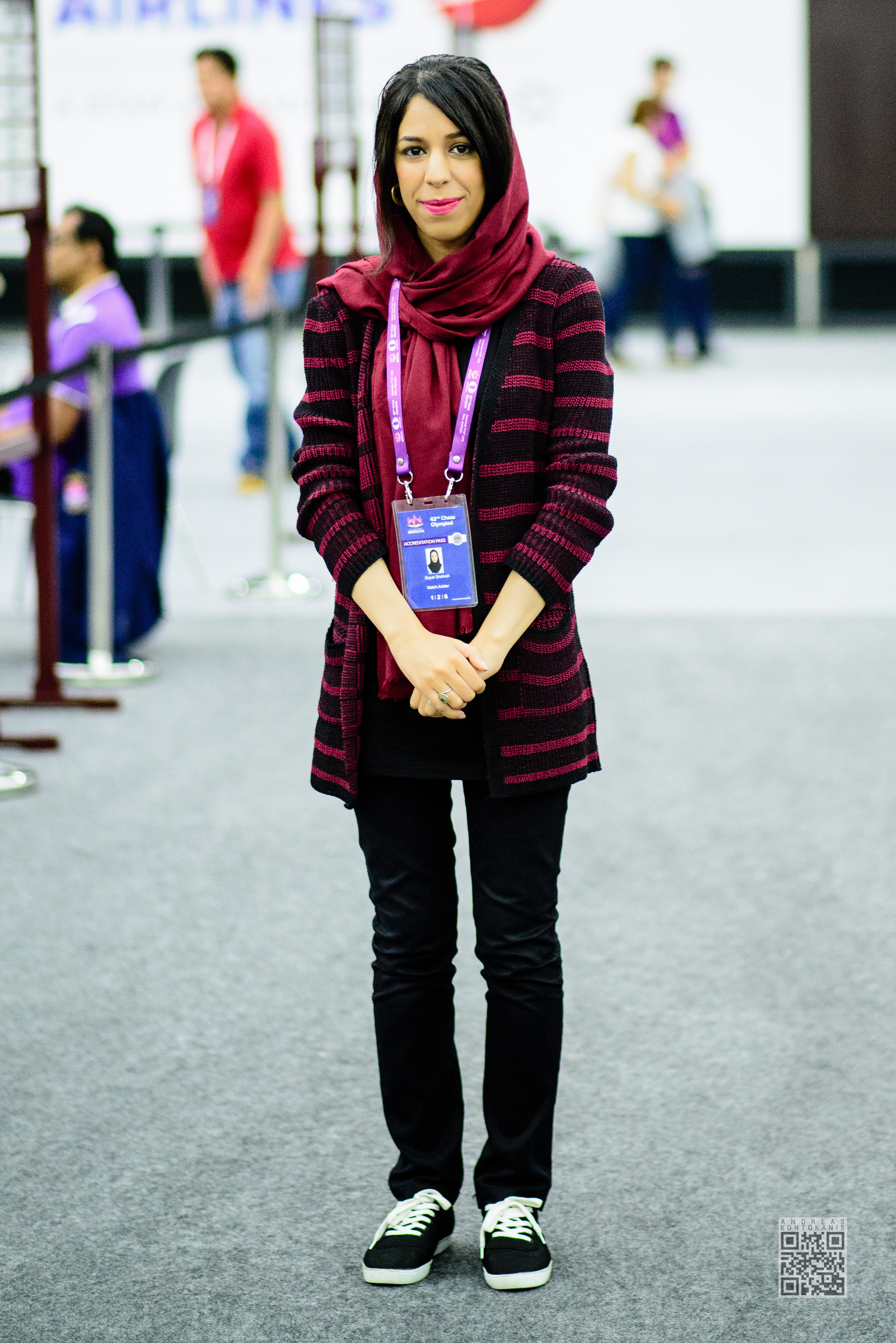
Shohreh Bayat (2016)

Shohreh Bayat (persisch شهره بیات; * 14. März 1987 in Rascht) ist eine iranische Schachschiedsrichterin und Schachspielerin. 2006 wurde sie FIDE-Meisterin der Frauen und ist seit 2014 Internationale Schach-Schiedsrichterin; außerdem war sie Generalsekretärin des iranischen Schachverbands.

## Leben
Bayat fungiert als Schachschiedsrichterin. Sie war stellvertretende Hauptschiedsrichterin für wichtige Schachwettbewerbe, beispielsweise die Junioren-Weltmeisterschaften 2017 in Tarvis, die Weltmeisterschaft der Frauen 2018 in Chanty-Mansijsk und das Kandidatenturnier der Frauen 2019 in Kasan. Sie diente als Schiedsrichterin bei drei Frauenschacholympiaden (2014, 2016, 2018).
Im Januar 2020 war Bayat die Hauptschiedsrichterin bei der Schachweltmeisterschaft der Frauen 2020 zwischen Ju Wenjun und Alexandra Gorjatschkina in Shanghai und Wladiwostok. Dabei kam es zu einem weltweit beachteten Eklat, als Bayat von regierungstreuen iranischen Medien dafür angefeindet wurde, ihr Haar zu offen bzw. ihre Kopfbedeckung zu locker getragen zu haben.  Als Reaktion darauf trug Bayat am Tag darauf ihr Haar ganz offen, weil sie nach ihren Worten „nun nichts mehr zu verlieren habe“. Nachdem der Präsident des Iranischen Schachverbands nicht für ihre Sicherheit garantieren konnte, beschloss sie, nicht in den Iran zurückzukehren, weil sie empfindliche Sanktionen gegen ihre Person befürchtete. Sie erklärte: „Den Hidschāb nicht zu tragen, ist in Iran ein Verbrechen.“ Bayat befürchtete, „ihr Pass würde vielleicht für ungültig erklärt, sie könne verhaftet werden und im Gefängnis landen“.
Bayat hält sich seit Februar 2020 in Großbritannien auf und hat dort Asyl beantragt.
Im März 2021 wurde sie mit dem International Women of Courage Award ausgezeichnet.